# Temporada 1943-1944 del Liceu
| Temporada 1943-1944 del Liceu |                         |                                      |                   | |           |                          |
| Òpera                         | Compositor              | Director musical                     | Director d'escena | Papers principals | Producció | Dates                    |
| Rigoletto                     | Giuseppe Verdi          | Héctor Panizza                       | Joan Sangenís     | Giacomo Lauri-Volpi, Raimon Torres, Carmen Gracia, Augusto Beuf, Angela Rossini |           | 14 i 19 de desembre      |
| La traviata                   | Giuseppe Verdi          | Antoni Capdevila/Napoleone Annovazzi | Joan Sangenís     | Maria Espinalt/Mercè Capsir, Pau Civil, Raimon Torres/Marcos Redondo |           | 14 de desembre           |
| Madama Butterfly              | Giacomo Puccini         | Napoleone Annovazzi                  | Joan Sangenís     | Mercè Capsir, Angela Rossini, Teresa Wald, Pau Civil, Joan Gual, August Gonzalo, Lázaro Eurazquin, Vicente Riaza, Lázaro Eurazquin                                                            |           | 25, 30 desembre; 6 gener |
| Les noces de Fígaro           | Wolfgang Amadeus Mozart | Hans Schmidt-Issertedt               | Hans Meissner     | Theo Herrmann, Clara Ebers / Irma Beilke, Mathieu Ahlersmeyer, Maria Lenz, Josef Herrmann, Lore Hoffmann, Emmy Hagemann, Walter Hagner, Theo Wagner, Gertrud Lungershausen, Alfred Mazzarelli |           | 2 al 9 de febrer         |
| Der Freischütz                | Carl Maria von Weber    |                                      |                   | |           |                          |
| Die Walküre                   | Richard Wagner          |                                      |                   | |           |                          |
| Tristan und Isolde            | Richard Wagner          | Franz von Hoesslin/Franz Konwitschny | Hans Meissner     | August Seider/Reyner Minten, Hellmuth Schweebs/Walter Hagner, Erna Schlüter, Jean Stern, Herbert Hesse, Gusta Hammer, Oskar Wittazscheck/Theo Herrmann, Fritz Brauer                          |           |                          |